# Собор Чефалу
Собор-базиліка Чефалу (італ. Duomo di Cefalù) — римокатолицька церква в Чефалу, Сицилія, Італія.
Будівництво собору, що почалося 1131 року в нормандському стилі, після того, як острів Сицилія був завойований нормандцями в 1091 році. За переказами, будівлю було побудовано після клятви, що дав Святому Спасителю король Сицилії Рожер II, після того як він врятувався від шторму і висадився на міський пляж. Схожа на фортецю будівля, яку видно здалеку, височіла над середньовічним містом та була могутнім нагадуванням про нормандську присутність.

## Історія

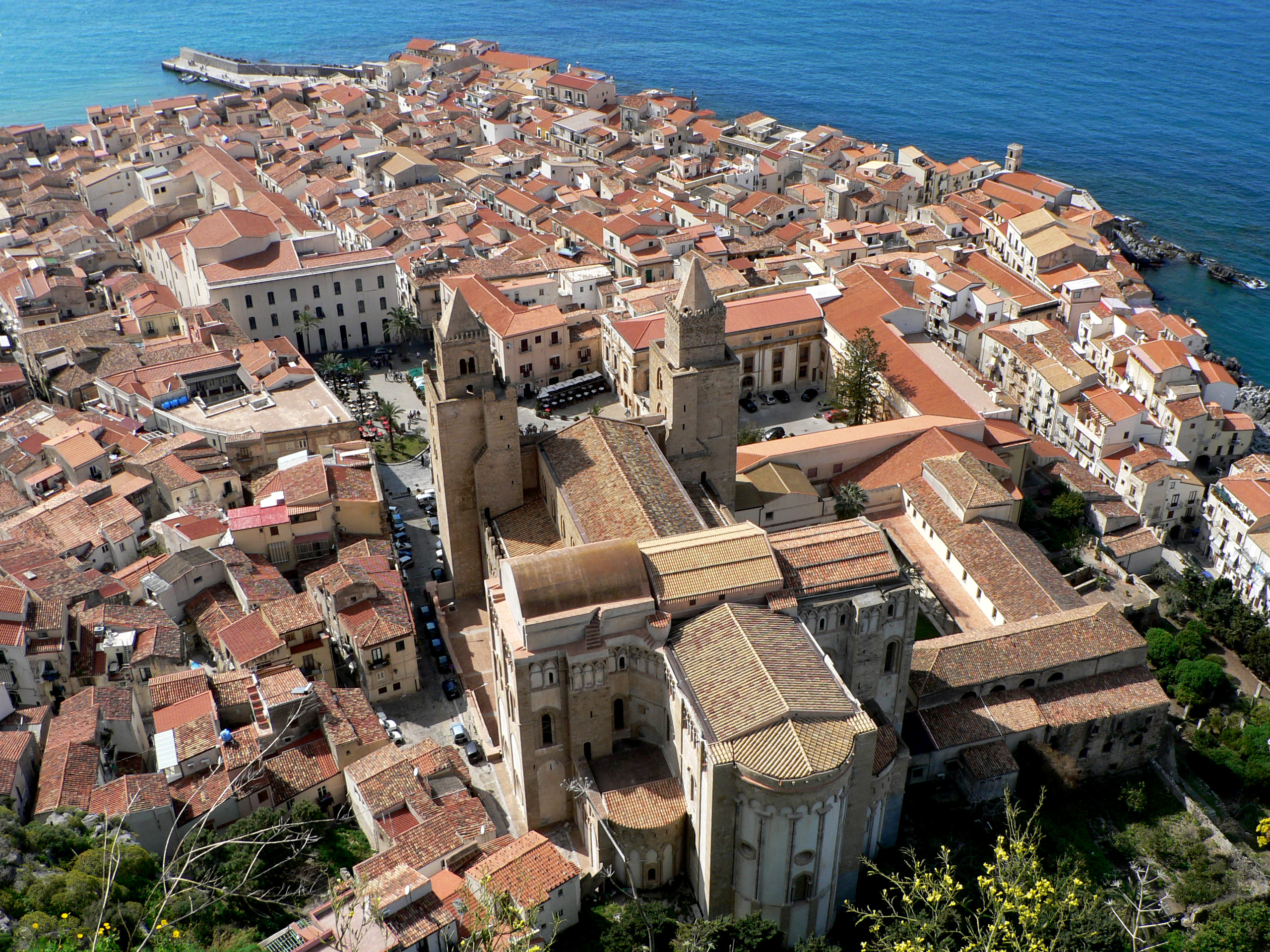
Собор Чефалу в місті

Собор був побудований в районі стародавнього постійного заселення, про що свідчать знахідки давньоримської дороги і ранньої християнської мозаїки. Будівництво почалося в 1131 року, створення мозаїки в апсиді — у 1145, а саркофаги, які надав Рожер II для поховання себе та дружини, були встановлені того ж року.
Після 1172 року церква пережила період занепаду будівництва і в 1215 році король Сицилії та імператор Священної Римської імперії Фрідріх II переніс два згадані саркофаги до Кафедрального собору Палермо. Скоро по тому, будівництво собору було відновлено і фасад було завершено у 1240 році. Собор був освячений 1267 року Родольфом де Шевре, єпископом Альбано.
У 1472 році між двома вежами фасаду був доданий портик роботи Амброджо да Комо.

## Опис

### Архітектура

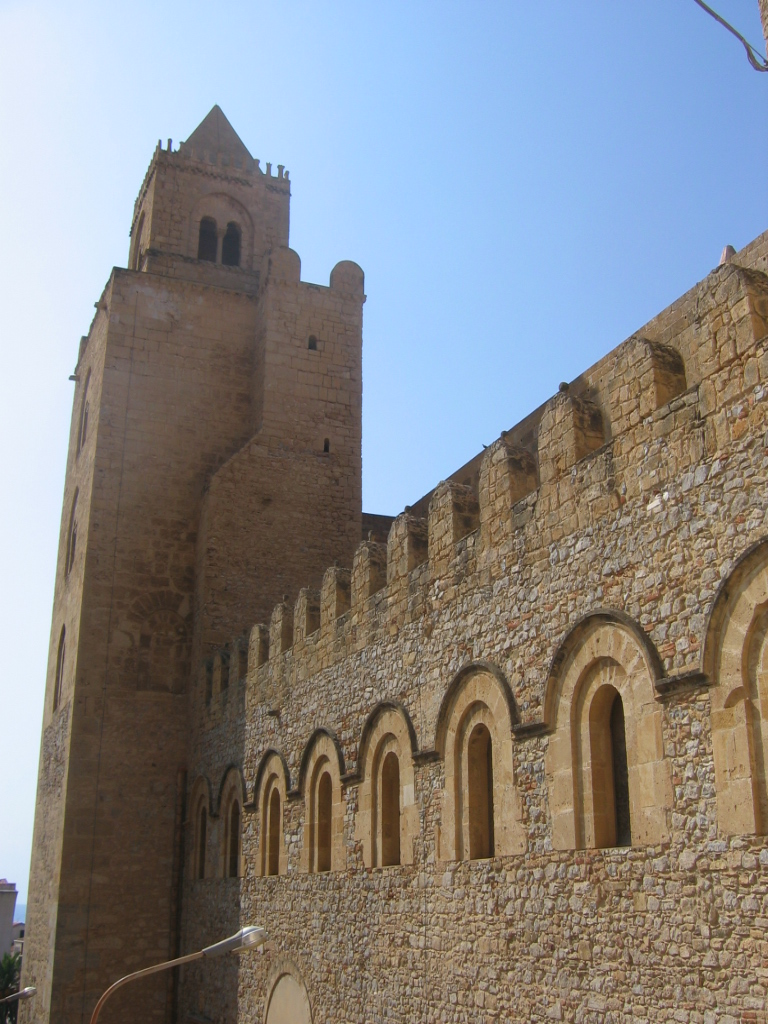
Вид збоку

Перед собором розташований великий двір-парвізе (який називається turniali), що колись був цвинтарем. За переказами, цвинтар був створений з землі, привезеної з Єрусалиму і мав здатність викликати швидку муміфікацію трупів.
Знаменитий фасад характеризується двома великими нормандськими вежами, кожна з вікнами з середниками та увінчана невеликим шпилем, доданим в XV столітті. Шпилі різні — один є в плані квадратом, оточений полум'яобразними мерлонами, які символізують gапську владу і митру; другий має восьмикутний план і гібеллінські мерлони, що символізують королівську і світську владу.
Портик  XV століття має три арки, дві зовнішніх — гостроконечні, підтримується чотирма колонами і ребрами склепіння. Під портиком розташовані Porta Regum (Королівські двері), оточені витончено прикрашеним мармуровим порталом та настінним живописом.
Інтер'єр собору в плані є латинським хрестом, розділений на головний і бокові нави рядами античних колон: чотирнадцять з рожевого граніту і дві з мармуру. Бази і капітелі колон використані повторно і походять з II толіття нашої ери. Дві великі капітелі, які підтримують тріумфальну арку головної нави, ймовірно, були створені в майстерні Апулії в середині XII століття.

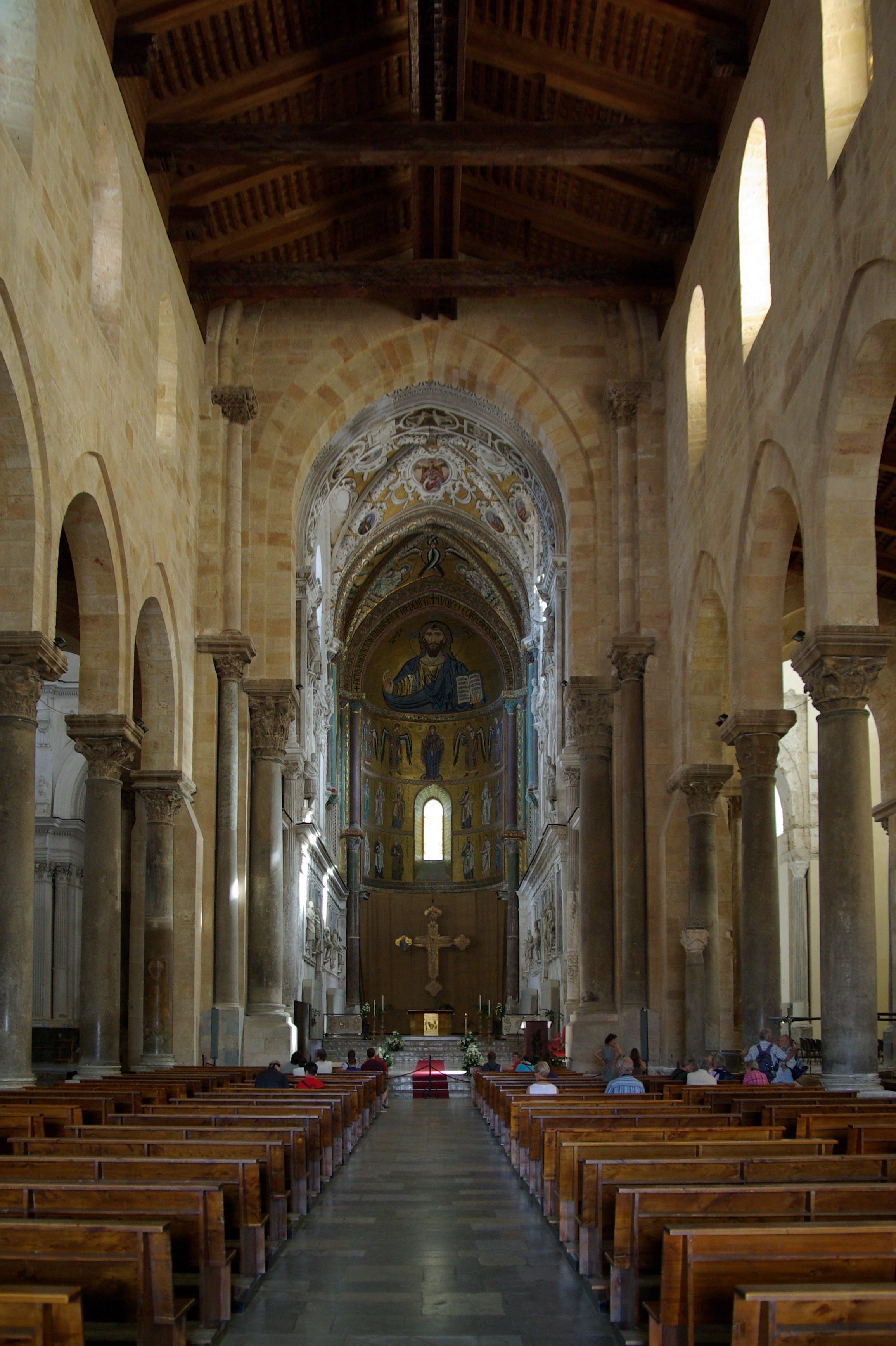
Внутрішній вигляд в бік вівтаря

Дах нави був понижений, що можна побачити зовні будівлі. Трансепт є вищим, ніж головна і бокові нави. У той час як частини будівлі мають бочкоподібне склепіння, а інші частини — склепіння з відкритими дерев'яними опорами даху, пресбітерій має ребристе склепіння з каменю.
За середхрестям, церква незвичайна тим, що поєднує в собі стиль, який по суті є романським у його масивних простих формах, з загостреною (або стрілчастою) аркою. Ця риса також присутня у Соборі Монреале. Це є предтечею готичного стиля, який виник у паризькому регіоні вже через декілька років.
Церква має три апсиди, які також зустрічаються на Сицилії в Соборі Монреале. Два нижчих бокових апсиди мають верхні яруси екстер'єру прикрашені глухою аркадою дрібних пересічних арок і скульптурних консолей, які так само широко використовуються у Соборі Монреале. Консолі датуються 1215—1223 роками і зображають маски, голови тварин і людей у викривлених положеннях. Консолі центральної апсиди пізніші — вона спочатку мала три великі очні вікна, які згодом були замуровані, щоб дати простір для мозаїки всередині, та велике центральне вікно стрільчастої форми. Дві інші пари круглих вікон розташовані на кінцях трансепту.

#### Клуатр
Собор має клуатр, до якого можна потрапити з церкви. Аркада має стрілчасті арки, кожна з яких спирається на тонкі парні колони. Хоча форма не відрізняється від іспанських і французьких клуатрів, композитні капітелі парних колон є чітко візантійськими за їх мотивами — вони мають зображення істот, таких, як леви і орли, які є дзеркальними, розташованими один проти одного, як у багатьох зразках декоративного різьблення у Равенні.

### Твори мистецтва

#### Мозаїка пресбітерія

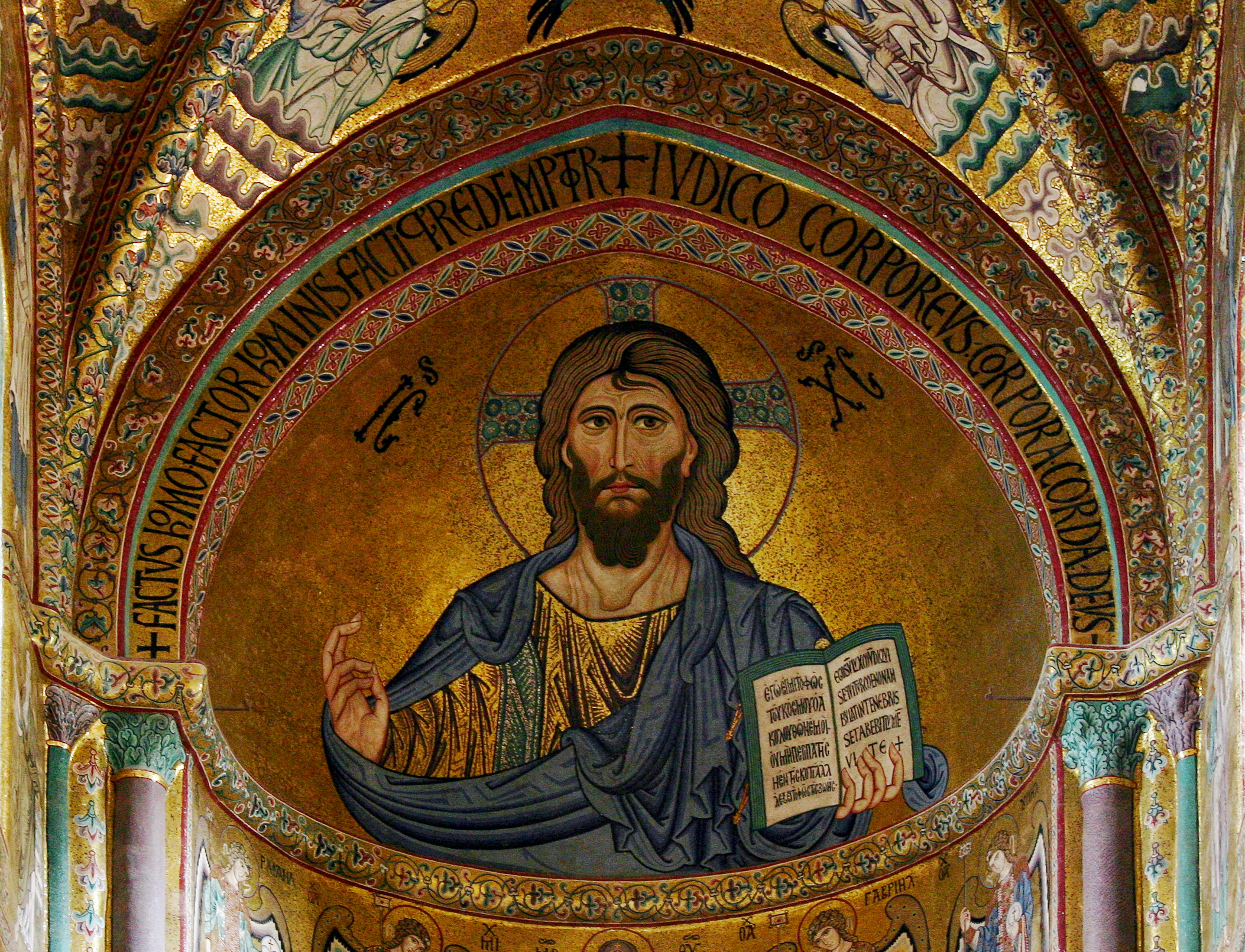
Христос Пантократор

Ймовірно планувалось покрити весь інтер'єр церкви мозаїкою, але вона була завершена лише у пресбітерії. До нашого часу вціліла мозаїка апсиди та десь половини бічних стін. Рожер II привіз майстрів техніки мозаїки з Константинополя. Вони адаптували своє традиційне візантійське декоративне мистецтво до архітектурної структурі північно-європейського походження.
Домінуючою фігурою у схемі декору є бюст Христа Пантократора, зображеного з піднятою рукою у благословенні на напівкуполі апсиди. В лівій руці він тримає Євангеліє від Івана, в якому можна прочитати, грецькою та латиною: «Я світло світу, хто йде за мною, не блукатиме у темряві, але матиме світло життя» (Іоанн, 8:12).
У верхньому ярусі стіни апсиди зображена Пресвята Богородиця, з руками піднятими в пророцтві і в оточенні чотирьох архангелів. У другому і третьому ярусах, по обидві сторони центрального вікна, розташовані фігури апостолів і євангелістів, за певним теологічним планом .
Оздоблення мозаїкою прикраси простягається у пресбітерій, де на бокових стінах розташовані фігури пророків і святих. На правій стіні, поруч з королівським троном зображені королівські фігури, а на лівій стороні, поруч єпископським троном — церковні фігури. Кожен малюнок супроводжується написом грецькою або латинською мовою, описуючи хто зображений. На стелі зі хрестовим склепінням зображені чотири херувими і чотири серафими.
Головні фігури (Христа Пантократора і Діви Марії) одягнені в синє, через необхідність контрасту на тлі золотих плиток та через коштовність синього кольору в той час. Зображення має високу майстерність — елегантність драпірування одягу і чутливість у зображенні облич та жестів. Мозаїка собору Чефалу вважається кращою візантійською мозаїкою в Італії і стоїть на рівні з іншими витонченими пізньовізантийськими роботами у Константинополі.
Оздоблення візантійською мозаїкою було завершено (припинилось) до 1170 року. Нижня частина і бічні стіни пресбітерія були завершені лише в 17 столітті, закривши попередні картини, від яких сьогодні майже не лишилось слідів.

#### Інші твори

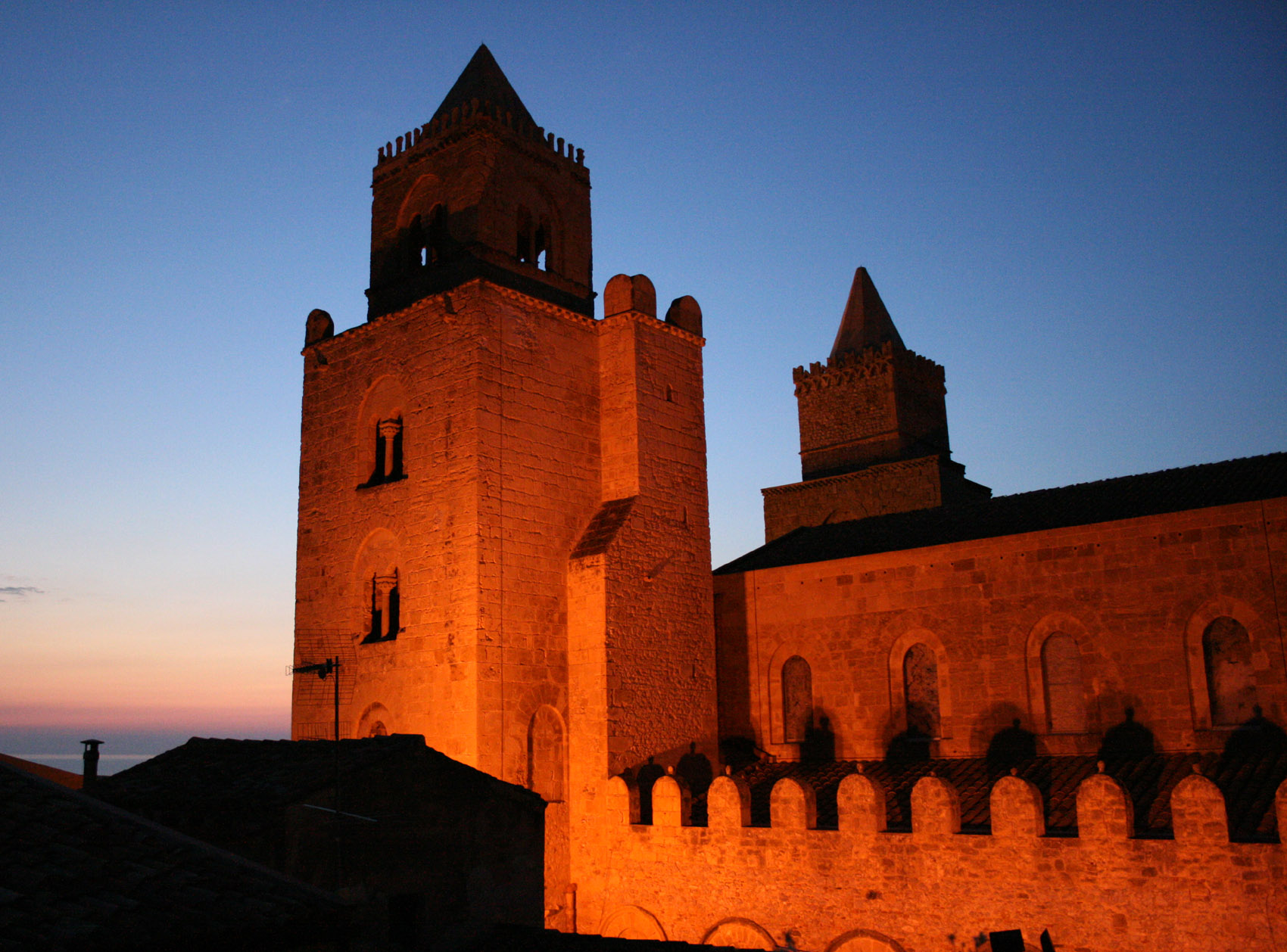
Собор вночі

З оригінального розпису собору збереглися лише фреска «Урбан V» кінця XIV століття на колоні лівого нефу, і «Мадонна на троні» XV століття у лівому рукаві трансепту.
У базиліці знаходиться і кілька поховальних пам'ятників, включаючи пізній античний саркофаг, середньовічний саркофаг, і варту уваги усипальницю єпископа Кастеллі 18 століття.
Купіль XII століття, вирізану з цілісного шматка каменю, прикрашають чотири малі скульптурні леви. В церкві також зберігається полотно «Мадонна» роботи майстерні Антонелло Гаджині (XVI століття) та розписаний дерев'яний хрест Гульєльмо да Пезаро (1468). Орган є великим двомануальним інструментом з окремою консоллю і простими трубами.
Стеля нави розписана бюстами, химерними тваринами і іншим мотивами, ймовірно виконаними арабськими майстрами.
Починаючи з 1985 року, митець з Палермо Мікеле Канцонері встановив у соборі 72 спірних сучасних абстрактних вітражі, заснованих на епізодах зі Старого та Нового заповітів.

#### Ранньо-християнська мозаїка
Розкопки на території собору виявили частини поліхромної мозаїки VI століття. Вони зображують голуба, що п'є, частини двох інших птахів, два невеликі деревця і лілієподібну квітку, оточену рамкою зі стрілчастим і ромбічним орнаментом.
Мозаїка, ймовірно, належала до візантійської базиліки, яка існувала на цьому місці до поточного собору. Цей район Чефалу був населений принаймні з VIII століття, коли там був єпископський престол.